# Walancina Niesciaruk
Walancina Alaksandrauna Niesciaruk (ur. 30 maja 1988 w Brześciu) – białoruska piłkarka ręczna, środkowa rozgrywająca, od 2017 zawodniczka MKS-u Lublin.

## Kariera sportowa
W latach 2005–2011 występowała w BNTU Mińsk, z którym zdobyła pięć mistrzostw Białorusi. W barwach stołecznej drużyny grała również w europejskich pucharach, rzucając 31 bramek w Pucharze EHF i 10 w Pucharze Zdobywców Pucharów. W latach 2011–2015 była zawodniczką MKS-u Lublin, z którym zdobyła trzy mistrzostwa Polski i Puchar Polski. W sezonach 2013/2014 i 2014/2015 wystąpiła ponadto w 12 meczach Ligi Mistrzyń, w których rzuciła 12 goli. W latach 2015–2017 grała w AZS-ie Koszalin. W sezonie 2016/2017, w którym zdobyła 145 goli w 31 spotkaniach, zajęła 9. miejsce w klasyfikacji najlepszych strzelczyń Superligi. W 2017 powróciła do MKS-u Lublin.
Reprezentantka Białorusi. Występowała w meczach kwalifikacyjnych do mistrzostw świata (2009, 2011, 2015, 2017) i mistrzostw Europy (2010, 2012, 2014, 2016, 2018).

## Sukcesy
BNTU Mińsk
- Mistrzostwo Białorusi: 2005/2006, 2006/2007, 2008/2009, 2009/2010, 2010/2011

MKS Lublin
- Mistrzostwo Polski: 2012/2013, 2013/2014, 2014/2015
- Puchar Polski: 2011/2012